# Bathydrilus rohdei
Bathydrilus rohdei är en ringmaskart som först beskrevs av Clara Octavia Jamieson 1977.  Bathydrilus rohdei ingår i släktet Bathydrilus och familjen glattmaskar. Inga underarter finns listade i Catalogue of Life.